# 堤岸站
堤岸站（英語：Embankment tube station）位於英國大倫敦西敏市，是倫敦地鐵的一座車站，啟用以後進行過數次更名。本站有環線、區域線、北線和貝克盧線四條地鐵交會，隸屬於倫敦第1收費區，兩座入口分別位在維多利亞堤岸和維利耶街上，週邊設施除了緊鄰車站的維多利亞堤岸花園外，還包括查令十字車站、堤岸碼頭、亨格福德橋、克麗歐佩特拉方尖碑、皇家空軍紀念碑、薩伏伊禮拜堂、薩伏伊酒店、表演屋劇院和新演員劇院（New Players Theatre）等。
堤岸站分為深淺兩大站體，環線與區域線使用淺層站體，1870年時隨區域鐵路（DR）通車啟用，為該公司的內環線東延段（Inner Circle；西敏站－黑衣修士站）所屬車站，曾有多種行駛模式的列車停靠。貝克盧線及北線則使用深層站體，月台分別自1906年及1914年起投入使用，各自由貝克街及滑鐵盧鐵路與北線前身——查令十字、尤斯頓及漢普斯特鐵路兩家業者營運。在1920年的過河地鐵施工期間、1930年代至第二次世界大戰爆發初期，以及2014年的翻新工程實施期間，本站的路軌、月台和站內硬體設施亦經歷了改造。

## 歷史

### 淺層站體啟用
1870年5月30日，本站的淺層站體（環線、區域線月台）隨著區域鐵路（DR、區鐵；今區域線）西敏站－黑衣修士站延伸段的通車而啟用。該路段與泰晤士河北岸的維多利亞堤道同步施工，以明挖回填法開闢站體和行車隧道。通車後由於鄰近查令十字火車站，因此本站開通之初用的站名為「查令十字站」。
淺層月台啟用後，服務路線經歷了數度更迭。由於行經本站的區域鐵路與其競爭業者——大都會鐵路（MR、都鐵；今大都會線）的經營路線在南肯辛頓站銜接，因此兩者的列車可直通彼此的路軌，這條聯營客運鐵路稱為「內環線」（Inner Circle）。1872年2月1日，區域鐵路在市區西側開通了一條支線，從伯爵宮站向北至艾迪生路站（Addison Road Station，今肯辛頓(奧林匹亞)站）連接西倫敦延伸聯營鐵路（WLEJR、西聯鐵，今西倫敦線），由北倫敦鐵路經營的「外環線」亦自該日起沿西側的支線駛入區域鐵路的軌道，經本站通至當時的區鐵東端終點——市長官邸站。
1872年8月1月起，「中環線」列車也開始駛經堤岸站，其路線介於市長官邸站及市中心東側的沼澤門站間，以順時針方向行經區鐵、西聯鐵、漢默史密斯及城市鐵路（H&CR、漢市鐵）和都鐵，中間串連了南肯辛頓站、艾迪生路站、拉蒂默路站及帕丁頓站等路線分界點。該條鐵路同樣與區鐵共軌營運。
進入20世紀，中環線及外環線的列車先後取消停靠本站——前者的路線在1900年6月30日時縮短至本站以西的伯爵宮站，而後者則自1908年12月31日起從區鐵軌道撤出。至於同樣途經此站的內環線，則是於1949年時在倫敦地鐵圖上標識為獨立路線，線名則定作「環線」。

### 深層站體啟用
1897年，大都會區域鐵路獲英國國會許可，在現有的淺層地鐵下方建造一條由格洛斯特路站至市長官邸站的深層電氣化鐵路，設計成以電動車輛營運的快線，以紓解淺層地鐵的壅擠人潮。兩者中間僅將本站規劃為唯一的停靠站，設於淺層月台以下63英尺（19）處。然而該線遲未展開施工，而此後倫敦地下電鐵公司（UERL）對區鐵的收購，以及1903年－1905年間的區鐵軌道號誌改善、電氣化工程，更意味著現有路線的壅擠無需透過深層地鐵的興建就能紓解，進而使計畫於1908年作廢。
1906年3月10日，倫敦地下電鐵的貝克街及滑鐵盧鐵路（BS&WR、貝滑鐵，今貝克盧線）通車，該線的月台也隨著啟用，其位處區鐵既有月台下方，以垂直角度交會。儘管兩者間設置了轉乘通道，但貝滑線車站的站名並未與區鐵一致，而是另行命名作「堤岸站」。
1914年4月6日，同屬倫敦地下電鐵的查令十字、尤斯頓及漢普斯特鐵路（查尤漢鐵，今北線的一段）由查令十字站向南延了一站至堤岸站，以改善此線與貝滑線間的轉乘。在這之前，兩條路線雖然同在倫敦電鐵旗下，但只於本站北邊設有兩座互不相連的車站，分別是貝滑鐵的「特拉法加廣場站」（Trafalgar Square）和查尤漢鐵的「查令十字站」（兩者後來合併為查令十字地鐵站）。當時查尤漢線南延至堤岸的路段僅有單條路軌，在泰晤士河下方建有一環形迴車道，而堤岸站的單邊側式月台設於調頭後的北向軌道上。兩線的深層月台與上方的淺層站體之間亦增添了電扶梯，使換乘時間由3分15秒縮減至1分45秒。
除此之外，本站還完成了地面上的新車站建築，詩人約翰·貝傑曼爵士將之譽為「所有愛德華風、新喬治風車站建築中最迷人的一座」。而在查尤漢鐵路延伸線開通當時，本站的深層站體取名作「查令十字（堤岸）站」（Charing Cross (Embankment)），淺層站體仍維持「查令十字站」的原名。1915年後，本站的淺層、深層月台一律更名為「查令十字站」，自此實現了站名的統一、終結了一站多名的紊亂局面，而查令十字火車站以北的查尤漢鐵路地下站則同步更名為「河岸站」（Strand）。

### 後續改造
1920年代，查尤漢鐵路從本站開始向南延伸，經滑鐵盧站通至肯寧頓站，並在那銜接城市及南倫敦鐵路，這條路線日後成為北線的一部份。原本的環形迴車道在此次工程後遭到棄用（但後來的北線北上月台仍延續其環狀線型），而兩條新的隧道則朝南挖掘，維利耶街底下亦加蓋了一座南下月台，其為堤岸站四座深層月台中，唯一不透過深層走道與其他三座月台相連者，並與過河延伸線一起於1926年9月13日開通。同年代的車站內部也完成了大規模改造，原先的擁擠佈局促成了一座新售票大廳的增設，座落於連接堤岸街入口和維利耶街的廊道旁。除了新添的階梯和電扶梯外，區域線月台的下層也另建了三線共用的轉乘穿堂。站內裝潢則採用白色與黑、綠兩色的方形瓷磚。
堤岸站的隧道曾在第二次世界大戰爆發之前與之後，為了避免戰火波及而幾度封閉。1938年9月，當戰勢隨著蘇台德地區割讓而一觸即發時，本站的貝克盧線與北線隧道均暫以水泥封住，防止炸彈破壞導致的洪水，但在此後不到一週，封印工事即因危機解除而遭拆卸。1939年9月二戰開打，該段隧道又再次被封，直至隧道口裝設電動逃生門後，才在1939年12月重新開放。倫敦大轟炸期間，德國空軍的投彈炸穿了堤岸站南邊的環形迴車隧道，導致河水滲入，幸運的是其早已於一年之前封閉起來。
二戰以後的堤岸站仍經歷了數次更新，1951年時的站內設施即為了配合「不列顛節」博覽會的舉辦而進行改善，1970年代內亦翻新了轉乘電扶梯系統。站名方面也再度更迭，先是於1974年8月4日換為「查令十字堤岸站」（Charing Cross Embankment），到1976年9月12日時又正式改為今名，以使北邊的貝克盧線「河岸站」、北線「特拉法加廣場站」和朱比利線延伸段的新站得以一併命名成「查令十字站」。
2013年，倫敦地鐵宣布要徹底汰換堤岸站內四座設置超過80年的電扶梯，以確保運作上的安全性。在此項工程中，不僅得移除扶梯下方的老舊機械，還需全面取代相關的所有機電部件，週遭的結構也要大規模修改。但由於這些扶梯設施均位在單座通道內，旁邊又沒有樓梯當成替代走道，因此改建期間無法讓北線和貝克盧線列車停靠本站。對此，地鐵當局另外安排了距離本站車程不遠的查令十字站、滑鐵盧站作為貝、北兩線間的替代轉乘地點，同時也為了縮短工期，而決定用大約43週的時間，一次性地同步拆卸、重新裝配所有的扶梯設備，而不是採用至少耗時75週的分段式作業
2014年1月8日，堤岸站的扶梯整修工作展開，倫敦地鐵並以此次改造為契機，順勢翻新了其他的站內設施，包括重新替走廊和月台鋪磚、裝設新的照明設備，既有的急救處和閉路電視系統也完成了替換。當工程結束後，北線和貝克盧線月台於該年11月1日重新投入使用，環線、區域線淺層月台則在同個週末的1日至2日封閉，進行排水系統的更換，11月3日恢復營運，自此堤岸站所有路線均正常開放。

### 傷亡事故
1938年5月17日的上午9時55分左右，一列行駛伊靈百老匯－柏京間的區域線列車正在前往聖殿站的途中，於自動號誌前停車等待時，遭到後方的內環線東向列車追撞，使得乘客6人喪命，43人受傷。此次追撞事故為號誌出錯所致——在前方軌道尚未清空的情形下對後車顯示綠燈，而造成信號異常的原因，則是在前一夜的佈線變更作業中所發生的線路誤接。

## 營運概況與聯外公共交通
堤岸站為倫敦第1收費區所屬車站，在環線、區域線上介於西敏站、聖殿站之間，而在北線、貝克盧線上則介於查令十字站和滑鐵盧站之間。各月台的列車班距在一天中因時段不同而有異，但大致而言，區域線東向列車（清晨5:27至半夜00:40）、西向列車（5:47至00:35）約2－6分鐘一班。穿插於其間的環線列車，順時針方向（5:39至00:18）及逆時針方向（5:51至00:23）分別約8－12分鐘一班；北線南下列車（05:57至00:35）及北上列車（05:42至00:37）約2－5分鐘一班；貝克盧線南下列車（05:58至00:35）及北上列車（05:42至00:28）約2－5分鐘一班。聯外交通部份，倫敦巴士388及夜班車N550路均停靠本站外的站牌，倫敦交通局河道處亦在本站旁設立了堤岸碼頭，可搭乘水上巴士RB1、RB2及RB6線。